# Hechtblaue Weide
Die Hechtblaue Weide oder Blaugrüne Weide (Salix caesia) ist eine Pflanzenart aus der Gattung der Weiden (Salix) innerhalb der Familie der Weidengewächse (Salicaceae). Sie ist hauptsächlich in Asien weitverbreitet.

## Beschreibung

### Vegetative Merkmale
Die Hechtblaue Weide ist ein dicht verzweigter Zwergstrauch, der Wuchshöhen von bis zu 70 Zentimetern erreicht. Die Rinde junger Zweige ist rötlich-braun oder rötlich-schwarz und manchmal seidig behaart; später ist die Rinde der Zweige kahl, braun und glänzend.
Die wechselständig an den Zweigen angeordneten Laubblätter sind in Blattstiel und Blattspreite gegliedert. Der Blattstiel ist 1 bis 3 Millimeter lang. Die einfache Blattspreite ist bei einer Länge von 0,5 bis 3 Zentimetern sowie einer Breite von 0,3 bis 1 Zentimetern elliptisch bis verkehrt-eiförmig mit zugespitztem, selten stumpfem oberen Ende und keilförmigem Spreitengrund. Die beiderseits kahle Blattspreite ist oberseits dunkelgrün und unterseits bläulich grün. Der Blattrand ist fast glatt. Die Nebenblätter sind meist klein.

### Generative Merkmale
Die Blütezeit beginnt im Mai. Die Hechtblaue Weide ist zweihäusig getrenntgeschlechtig (diözisch). Es werden Kätzchen als Blütenstände gebildet. Die sitzenden Kätzchen sind bei einer Länge von 1 bis 2 Zentimetern länglich. Die Tragblätter sind hellbraun, schwach und behaart. Die männlichen Blüten enthalten zwei Staubblätter, die Staubfäden sind teilweise verwachsen, die Staubbeutel dunkel blauviolett. Bei den weiblichen Blüten ist der Fruchtknoten fast sitzend, behaart, die Griffel relativ kurz und dick, die Narben rot und nicht geteilt und sie besitzen eine Nektardrüse.
Die gelblichen bis braunen, haarigen, zweiklappigen Kapselfrüchte sind 4 bis 5 Millimeter lang. Die Samen sind von feinen Haaren umgeben.
Die Chromosomenzahl beträgt 2n = 76.

## Vorkommen
Hauptverbreitungsgebiete von Salix caesia sind die chinesischen autonomen Gebiete Xinjiang sowie Tibet; Mittelasien: Afghanistan, Kirgisistan, Tadschikistan, die Mongolei; West- sowie Ostsibirien, Pakistan und Kaschmir. Die Blaugrüne Weide kommt in Europa sehr selten in Italien, Frankreich, Schweiz und Österreich vor.
Sie gedeiht in subalpinen Weidengebüschen und ist eine Charakterart des Salicetum caesio-foetidae aus dem Verband Salicion waldsteinianae.

## Taxonomie
Die Erstveröffentlichung von Salix caesia erfolgte 1789 durch Dominique Villars. Synonyme für Salix caesia Vill. sind: Salix minutiflora Turczaninow ex E.L.Wolf, Salix divergens Andersson, Salix myricaefolia Andersson.